# Bois-d’Arcy (Yvelines)
Bois-d’Arcy – miejscowość i gmina we Francji, w regionie Île-de-France, w departamencie Yvelines.
Według danych na rok 1990 gminę zamieszkiwały 12 693 osoby, a gęstość zaludnienia wynosiła 2316 osób/km² (wśród 1287 gmin regionu Île-de-France Bois-d’Arcy plasuje się na 206. miejscu pod względem liczby ludności, natomiast pod względem powierzchni na miejscu 643.).